# Universitätsklinikum Ulm
Das Universitätsklinikum Ulm (kurz: UKU) ist das jüngste der vier Universitätsklinika in Baden-Württemberg. Es ist für das Versorgungsgebiet Ostwürttemberg, Donau-Iller und Bodensee-Oberschwaben zuständig. Innerhalb der Medizinischen Fakultät der Universität Ulm ist es in die praktische Ausbildung der Fächer Human-, Zahnmedizin und Molekulare Medizin involviert.

## Geschichte

### Übernahme der Städtischen Krankenheilanstalten
Bereits während der Grundstücksverhandlungen für den Bau eines Campus für die noch zu gründende Medizinisch-Naturwissenschaftliche Hochschule Ulm (später: Universität Ulm) kamen in der ersten Hälfte der 1960er-Jahre Überlegungen für den Aufbau eines Klinikums für die medizinische Fakultät der neuen Hochschule auf. Zeitgleich diskutierte auch die Stadtverwaltung über einen Neubau der Städtischen Krankenheilanstalten mit ihren rund 1.200 Betten in den verschiedenen Kliniken auf dem Safranberg, auf dem Michelsberg und in Söflingen. Im Vertrauen auf den bevorstehenden Bau eines Universitätsklinikums mit rund 2.000 Betten entschied man sich jedoch gegen den zunächst auf dem Kuhberg geplanten Neubau.
Aufgrund der zu diesem Zeitpunkt schlechten Finanzlage des Landes Baden-Württemberg kam es jedoch nicht zu dem erhofften Bau des Universitätsklinikums. Stattdessen begannen Verhandlungen zwischen der Stadt Ulm und dem Land über eine Übernahme der Städtischen Krankenheilanstalten durch das Land, um sie der Universität zur Verfügung zu stellen. Diese endeten im Dezember 1966 mit dem Übereinkommen, dass die Krankenheilanstalten der Universität zunächst für 10 bis 15 Jahre überlassen werden sollten. Die Kliniken verblieben jedoch in städtischer Trägerschaft, lediglich für die Kosten des ärztlichen Personals sowie für die Forschung und Lehre kam das Land auf.
Zwischen dem 1. Januar 1967 und dem 1. Juli 1970 wurden die städtischen Kliniken (Innere Medizin und Chirurgie auf dem Safranberg, Frauenklinik und Kinderklinik auf dem Michelsberg) für die Aufgaben der Universität umstrukturiert. Zusätzlich wurden neue Abteilungen eingerichtet, so zum Beispiel die Anästhesiologie und die Intensivmedizin. Nicht von der Umstrukturierung betroffen waren lediglich die Urologie auf dem Michelsberg und das Städtische Krankenhaus in Söflingen. Die Abteilungen für Augenheilkunde und Hals-Nasen-Ohrenheilkunde auf dem Klinikgelände am Michelsberg waren nicht vom Land übernommen worden und wurden stattdessen gemeinsam von der Stadt Ulm und der Bundeswehr betrieben.

### Das neue Klinikum auf dem Oberen Eselsberg
Bereits in den ersten Jahren nach dem Einzug der Universitätsmedizin in die Städtischen Krankenheilanstalten wurde deutlich, dass das Modell einer Trägerschaft mit zwei Verwaltungen (Stadt und Land) und einer zusätzlichen Beteiligung der Bundeswehr nicht auf Dauer zu halten war. Ab Januar 1975 beschäftigte sich auch der Gemeinderat der Stadt Ulm mit dieser prekären Situation und bekräftigte dem Land gegenüber nochmals seinen Standpunkt, man habe die Städtischen Kliniken nur deshalb an die Universität abgetreten, weil der baldige Bau eines neuen Universitätsklinikums zu erwarten war.
Die von der Stadt geforderte Einrichtung eines neuen Klinikums wurde durch eine im Juni 1975 von Rektor Ernst-Friedrich Pfeiffer vorgelegte Denkschrift zur Weiterentwicklung der Universität Ulm in den kommenden zehn Jahren bestärkt. Nach dem Besuch des Ausschusses „Medizin“ des Wissenschaftsrats in Ulm im März 1977 konkretisierte die Universität diese Pläne: Von 1978 bis 1982 sollte auf dem Campus der Universität auf dem Eselsberg ein neues Klinikum errichtet werden, das mit insgesamt 360 Planbetten für die Innere Medizin veranschlagt wurde. Längerfristig sollten der Inneren Medizin auch die Chirurgische Klinik mit 300 Betten sowie die HNO-Klinik, die Augenklinik und die Dermatologie auf das neue Klinikgelände auf dem Eselsberg folgen. Die Kinderklinik, die Frauenklinik und die Urologie sollten auch langfristig auf dem Michelsberg verbleiben. Die Einrichtung einer psychiatrischen Universitätsklinik in Ulm wurde als nicht vordringlich betrachtet.
Der Aushub der Baugrube für das neue Klinikum auf dem Eselsberg begann im März 1979, die Grundsteinlegung folgte im Juni. Im Jahr 1982, in dem man das Richtfest für den Klinikneubau feierte, schlossen die Stadt Ulm und das Land Baden-Württemberg den „Vertrag über die Übernahme der Städtischen Krankenheilanstalten Ulm durch das Land Baden-Württemberg“, der zur Gründung des Universitätsklinikums Ulm führte. Organisiert war das Klinikum als nicht-rechtsfähiger Landesbetrieb nach § 26 Landeshaushaltsordnung von Baden-Württemberg. Die Einweihung des neuen Klinikums mit 330 Betten für die Innere Medizin fand am 21. Juni 1988 statt; zwischenzeitlich fehlende Finanzmittel hatten die Fertigstellung des Neubaus mehrfach verzögert.

### Neubau der Chirurgie auf dem Oberen Eselsberg

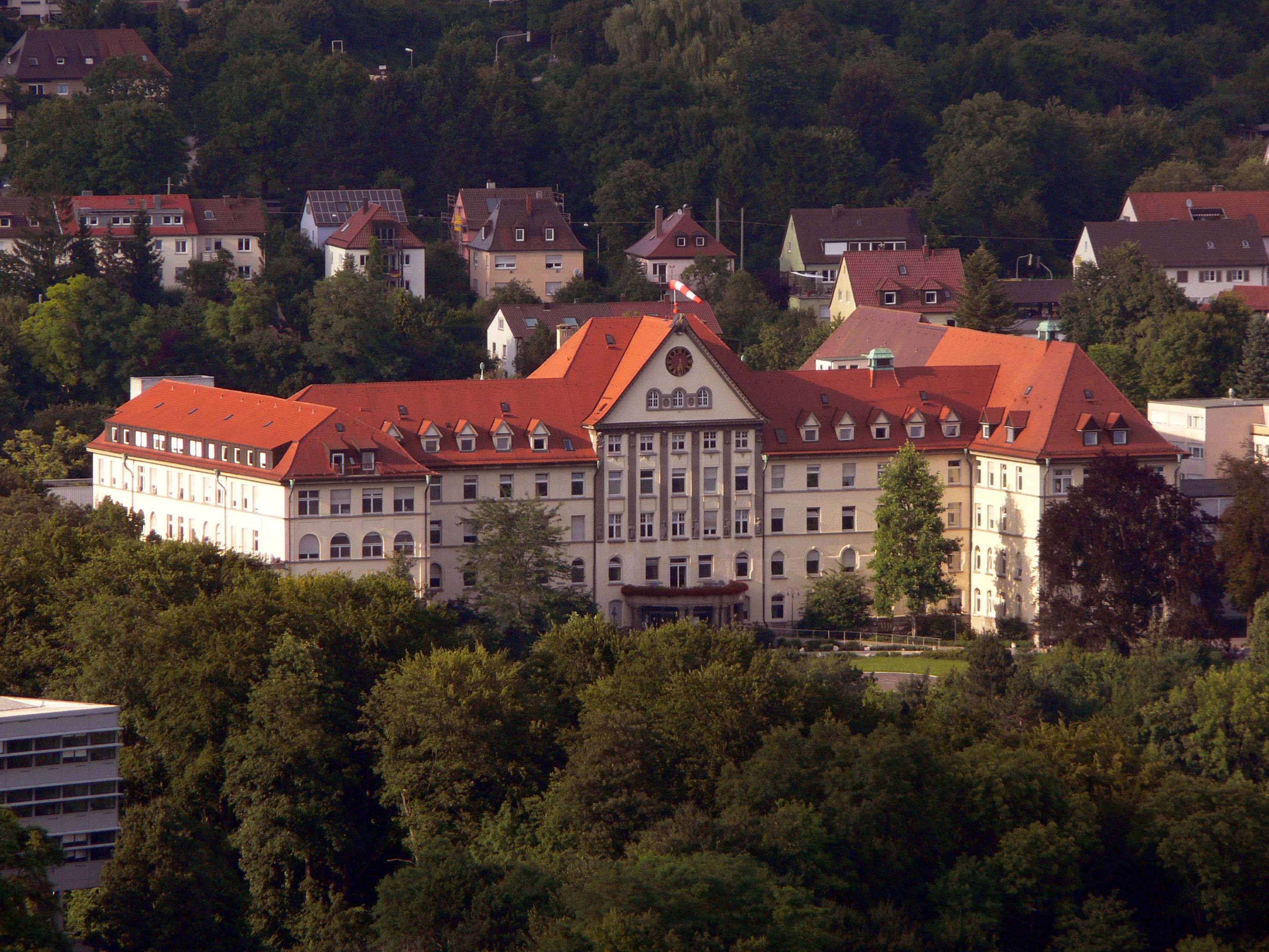
Ehemaliges Hauptgebäude der Chirurgischen Klinik auf dem Safranberg (erbaut 1912).

Bereits 1977 hatte die Universitätsleitung die längerfristige Zusammenfassung der meisten Kliniken auf dem Campus auf dem Oberen Eselsberg konstatiert. Als erste Fachrichtung sollte zunächst die Chirurgische Klinik der Inneren Medizin auf das Gelände in der heutigen Wissenschaftsstadt im Ulmer Nordwesten folgen. Bis zum tatsächlichen Umzug der Chirurgie sollten jedoch noch mehr als drei Jahrzehnte vergehen.
Trotz der im Jahr 1997 beginnenden Renovierung der Chirurgischen Klinik im 1912 eröffneten, ehemaligen Städtischen Krankenhaus auf dem Safranberg, wurde der Krankenhausbau spätestens ab Beginn der 2000er-Jahre unter anderem aufgrund der dort teilweise noch üblichen 4- bis 5-Bett-Zimmer und der beengten räumlichen Verhältnisse als nicht mehr zeitgemäß angesehen. Es begannen daher die Planungen für einen vollständigen Neubau der Chirurgie in Nachbarschaft zur Inneren Medizin auf dem Eselsberg. Das neue Gebäude sollte neben der Chirurgie auch die Dermatologie und die Anästhesiologie beherbergen und Platz für 235 Normalbetten, 80 Intensivbetten und 15 OP-Säle bieten. Als Kostenrahmen wurden rund 190 Millionen Euro für den Bau und nochmals 50 Millionen Euro für die Erstausstattung veranschlagt. Erstmals in der Geschichte der deutschen Universitätskliniken übernahm bei dem Bauvorhaben das Universitätsklinikum selbst die Trägerschaft und die Bauherrenfunktion.
Der rund 180 m lange, 150 m breite und 25 m hohe Neubau entstand in vierjähriger Bauzeit zwischen April 2008 und Mai 2012 im Kosten- und Zeitrahmen. Die offizielle Eröffnungsfeier fand am 10. Mai 2012 in Anwesenheit von Ministerpräsident Winfried Kretschmann statt. Als erste Klinik bezog am 18. Mai die Dermatologie das neue Gebäude, am 15. Juni folgten im Rahmen eines rund vierstündigen Umzugs bei laufendem Klinikbetrieb die zu diesem Zeitpunkt 118 Patienten der vier chirurgischen Kliniken und der anästhesiologischen Intensivstation.

### Heutige Situation
In seiner heutigen Organisation umfasst das Universitätsklinikum Ulm 24 Kliniken und 15 Institute in eigener Trägerschaft und fünf weitere Kliniken mit externer Trägerbeteiligung. Es hat gemäß Krankenhausplan des Landes Baden-Württemberg eine Kapazität von 1.274 Planbetten (Stand: März 2018). Jährlich werden rund 49.000 Patienten stationär behandelt. Hinzu kommen etwa 290.000 ambulante Behandlungen (Fälle pro Quartal). Insgesamt sind am Klinikum über 6.400 Mitarbeiter beschäftigt, davon mehr als 850 Ärzte und 1.500 Pflegekräfte.
Von seiner Gründung 1982 bis 1997 war das Universitätsklinikum ein nicht-rechtsfähiger Landesbetrieb nach § 26 Landeshaushaltsordnung von Baden-Württemberg. Mit Inkrafttreten des neuen Universitätsklinika-Gesetzes (UKG) Baden-Württemberg wurde es zum 1. Januar 1998 in eine rechtsfähige Anstalt des öffentlichen Rechts der Universität Ulm umgewandelt.
Im Juni 2016 geriet das Klinikum in den Fokus der Medien, nachdem in einer der Intensivstationen an drei Patienten der multiresistente Keim Acinetobacter baumannii nachgewiesen worden war. Die Klinikleitung verhängte daraufhin in Abstimmung mit der hausinternen Sektion Klinikhygiene und dem zuständigen Gesundheitsamt einen Aufnahmestopp für die betroffene Station. Die Patienten, die positiv auf das Bakterium getestet worden waren, wurden isoliert und unter Einhaltung strenger Hygienevorschriften versorgt und behandelt; die Station selbst wurde grundlegend gereinigt und desinfiziert. Dank der getroffenen Maßnahmen konnte eine weitere Ausbreitung des Erregers verhindert werden.
Der seit Jahren bestehende Konflikt um die Ausrichtung der auf dem Oberen Eselsberg benachbarten Universitäts- und Rehabilitationskliniken Ulm (RKU), mit einer je 50 % Beteiligung von UKU und SANA AG, konnte im März 2021 beigelegt werden, indem die Gesellschafter vereinbarten, die Gesellschaftsanteile der SANA an das UKU zu übertragen. Vorbehaltlich kartell- und steuerrechtlicher Zustimmung soll die Übertragung der Anteile Mitte 2021 vollzogen werden. Dieser Schritt vervollständigt erstmals seit der Gründung des UKU das klinische Portfolio um die Fächer Neurologie und Orthopädie.

### Zukunft des Universitätsklinikums: der „Masterplan Oberer Eselsberg“

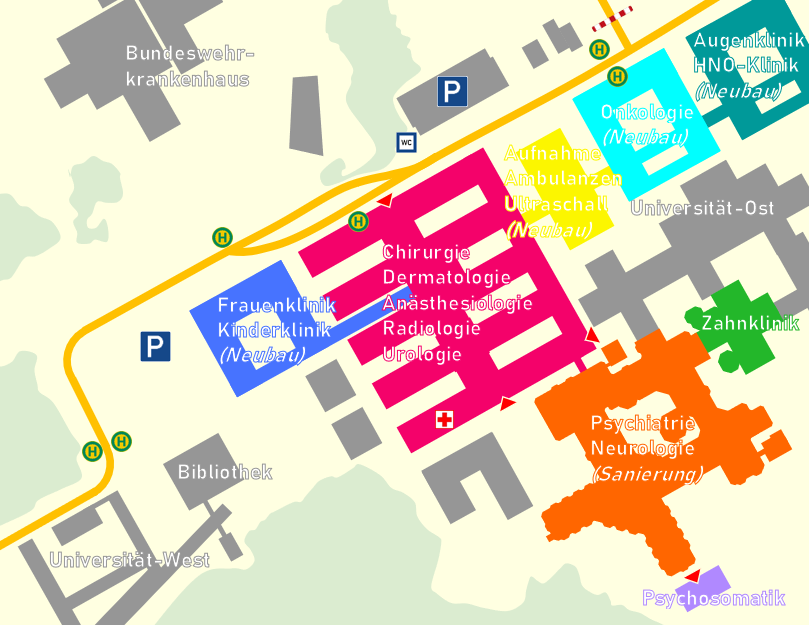
Neubauplanungen im Rahmen des „Masterplans Oberer Eselsberg“ (Stand: November 2017)

Mit dem Umzug der Chirurgischen Kliniken und der Dermatologie auf den Campus auf dem Oberen Eselsberg im Jahr 2012 wurde ein weiterer Schritt eines bereits in den 1970er-Jahren anvisierten Prozesses geschafft, nämlich die Bündelung aller Abteilungen des Universitätsklinikums zusammen mit der Universität auf einem gemeinsamen Gelände inmitten der Wissenschaftsstadt. Zum 30. Juni 2018 zog nach der Chirurgie und der Dermatologie als nächste Abteilung die Urologische Klinik auf den Campus Wissenschaftsstadt um. Durch Zusammenfassung von Stationen und Bereichen kommt die bisherige 50-Betten-Klinik ebenfalls im Neubau der Chirurgie und Dermatologie unter. Lediglich die Kinderurologie verbleibt aufgrund der Nähe zur Kinderklinik bis auf Weiteres auf dem Michelsberg. Was mit den bisher von der Urologie genutzten Räumlichkeiten am Standort Michelsberg geschieht steht noch nicht fest. Anfang 2020 wurden die bisher getrennten Notaufnahmen der Chirurgie und der Inneren Medizin zu einer Zentralen Interdisziplinären Notaufnahme (ZINA) zusammengefasst.
Im Jahr 2017 stellte der Klinikumsvorstand einen konkreten Masterplan vor, der die langfristigen Maßnahmen für den Umzug der übrigen Kliniken auf den Oberen Eselsberg in den kommenden 20 bis 25 Jahren beinhaltet. Entgegen der bisherigen Planungen, für den Umzug das Bettenhaus der Chirurgischen Kliniken um weitere Stockwerke auszubauen – diese Überlegungen wurden aus statischen Gründen fallen gelassen – sieht das Konzept ein umfangreiches Ersatz-Neubauprogramm vor. In einem ersten Schritt solle bis Ende der 2020er-Jahre östlich neben den Chirurgischen Kliniken ein großes Multifunktionsgebäude (Modul 1 der Masterplanung) entstehen, in dem die Kliniken für Innere Medizin, aber auch Teile der Chirurgie, der Dermatologie und der Strahlentherapie zusammengefasst werden sollen. Die Augenklinik sowie die HNO-Klinik sollen im Komplex CKL-Modul 1 gemeinsam mit der Neurochirurgie und der MKG-Chirurgie zu einem Kopfzentrum zusammenfasst werden. Die im März 2021 mit dem bisherigen Mitgesellschafter SANA AG zum RKU gefundene Lösung erlaubt nunmehr auch die Integration der Kliniken für Neurologie und Orthopädie in die bestehende Masterplanung.
Zwischen Chirurgie und Onkologie ist ein Verbindungsgebäude vorgesehen, in dem die zentrale Patientenaufnahme, die Ambulanzen, das Ultraschall- und Endoskopie-Zentrum sowie das Comprehensive Cancer Center Ulm untergebracht werden sollen. Die Kosten für diese ersten Neubaumaßnahme werden vom Klinikumsvorstand auf bis zu 500 Millionen Euro geschätzt. Die bisherige Medizinische Klinik (MKL) soll anschließend nach Kernsanierung für zentrale Einrichtungen wie Labormedizin, Virologie, Mikrobiologie und Humangenetik sowie für Forschung und Lehre nutzbar gemacht werden. Die Klinik für Psychiatrie III soll dann im bisherigen Bettenhaus der MKG verortet werden.
Das nächste Modul soll – als Dritter Anschnitt des Planung – bis Ende der 2030er-Jahre ein weites Gebäude für Frauenklinik und Kinderklinik östlich des geplanten Modul 1 bilden.

## Organe

### Aufsichtsrat
Nach § 9 des Universitätsklinika-Gesetzes (UKG) Baden-Württemberg hat der Aufsichtsrat die Aufgabe, den Klinikumsvorstand zu bestellen, ihn zu überwachen und bei der Geschäftsführung zu beraten. Außerdem bedürfen besondere Maßnahmen, die über den alltäglichen Geschäftsbetrieb hinausgehen, seiner Zustimmung, z. B. die Aufnahme von Krediten oder der Erwerb von Grundstücken.
Dem Aufsichtsrat des Universitätsklinikums Ulm gehören an:
- ein Vertreter des Wissenschaftsministeriums Baden-Württemberg (Vorsitz)
- ein Vertreter des Finanzministeriums Baden-Württemberg
- der Präsident der Universität Ulm
- ein hauptamtlicher Professor der Universität Ulm
- zwei externe Sachverständige aus dem Bereich Wirtschaft
- zwei externe Sachverständige aus dem Bereich Medizinische Wissenschaft
- ein Vertreter des Personal

### Klinikumsvorstand
Der Klinikumsvorstand leitet das Universitätsklinikum und führt seine Geschäfte. Er ist verantwortlich für die Organisation und den Ablauf des Klinikumsbetriebs. Nach § 10 des Universitätsklinika-Gesetzes (UKG) Baden-Württemberg gehören dem Klinikumsvorstand an:
- der Leitende Ärztliche Direktor als Vorsitzender (für die Organisation des Klinikumsbetriebs)
- der Stellvertretende Leitende Ärztliche Direktor
- der Kaufmännische Direktor (für die Personal- und Wirtschaftsangelegenheiten)
- der Dekan der Medizinischen Fakultät (für die Angelegenheiten von Forschung und Lehre)
- der Pflegedirektor (für die Organisation und Durchführung der Krankenpflege)

Seit dem 1. September 2015 ist der Anästhesist Udo X. Kaisers Leitender Ärztlicher Direktor und Vorstandsvorsitzender des Universitätsklinikums Ulm.

## Standorte
Aufgrund seiner Entwicklung aus den Städtischen Krankenheilanstalten Ulm sind die einzelnen Abteilungen des Universitätsklinikums auf verschiedene Standorte innerhalb des Stadtgebiets und außerhalb von Ulm verteilt. Der heute mit Abstand größte Standort ist der Campus der Universität Ulm auf dem Oberen Eselsberg im Nordwesten des Stadtgebiets, die so genannte Wissenschaftsstadt. Hier befinden sich neben der Klinikumsverwaltung die Kliniken für Innere Medizin, die Strahlentherapie, die Nuklearmedizin, die Orthopädie, die Neurologie, seit Juni 2012 die chirurgischen Kliniken, die Anästhesiologie, die Dermatologie, die Radiologie und die Psychosomatik sowie seit Juli 2018 die Urologie. Die übrigen Kliniken sind größtenteils auf dem Michelsberg untergebracht, so zum Beispiel die Frauenklinik oder die Kinderklinik. Die dortigen Gebäude gehen zu einem großen Teil auf das zwischen 1916 und 1920 errichtete Standortlazarett der Garnison Ulm zurück und wurden 1945 von der Stadt Ulm übernommen.
Bis zum Auszug der chirurgischen Kliniken im Juni 2012 war auch das Klinikgelände auf dem Safranberg ein großer Standort des Universitätsklinikums. Der dortige repräsentative, im Jugendstil erbaute Krankenhausbau war 1912 als Städtisches Krankenhaus eröffnet worden und war bis zur Einweihung der neuen Medizinischen Klinik auf dem Oberen Eselsberg 1988 das Hauptgebäude des Klinikums gewesen. Heute befinden sich am Safranberg nur noch die Psychiatrie, die Kinder- und Jugendpsychiatrie und die Sport- und Rehabilitationsmedizin.
In der Vergangenheit hatte das Universitätsklinikum außerdem noch zwei weitere Außenstellen im Stadtgebiet: die Psychosomatik auf dem Kuhberg und die Dermatologie im ehemaligen Städtischen Krankenhaus Söflingen (beide bis 2012). Heute befinden sich an diesen beiden Standorten keine Einrichtungen des Klinikums mehr.
| Bereich                               | Standort                                  | Einrichtungen | Bild |
| ------------------------------------- | ----------------------------------------- | --- | ---- |
| Oberer Eselsberg / Wissenschaftsstadt | Albert-Einstein-Allee, 89081 Ulm          | Innere Medizin, Chirurgie, Anästhesiologie, Dermatologie und Allergologie, Neurologie, Nuklearmedizin, Orthopädie, Psychosomatik, Radiologie, Strahlentherapie, Urologie, Zahn-, Mund- und Kieferheilkunde |      |
| Michelsberg                           | Eythstraße / Prittwitzstraße, 89075 Ulm   | Kinder- und Jugendmedizin, Frauenheilkunde und Geburtshilfe, Kinderurologie, Augenheilkunde, Hals-, Nasen- und Ohrenheilkunde, Radiologie, Genetische Beratungsstelle, Rechtsmedizin                       |      |
| Safranberg                            | Leimgrubenweg / Krankenhausweg, 89075 Ulm | Psychiatrie und Psychotherapie III, Kinder- und Jugendpsychiatrie, Sport- und Rehabilitationsmedizin |      |

Insgesamt drei Kliniken befinden sich außerhalb des Stadtgebiets, da sie zwar organisatorisch zum Universitätsklinikum gehören, jedoch räumlich in anderen Krankenhäusern eingerichtet sind und unter externer Trägerschaft geführt werden. Dies sind die Psychiatrie I am Zentrum für Psychiatrie Weißenau sowie die Psychiatrie II und die Forensische Psychiatrie am Bezirkskrankenhaus Günzburg. Im BKH Günzburg befindet sich außerdem ein Teil der ansonsten auf dem Eselsberg untergebrachten Klinik für Neurochirurgie.

## Klinikumsstruktur

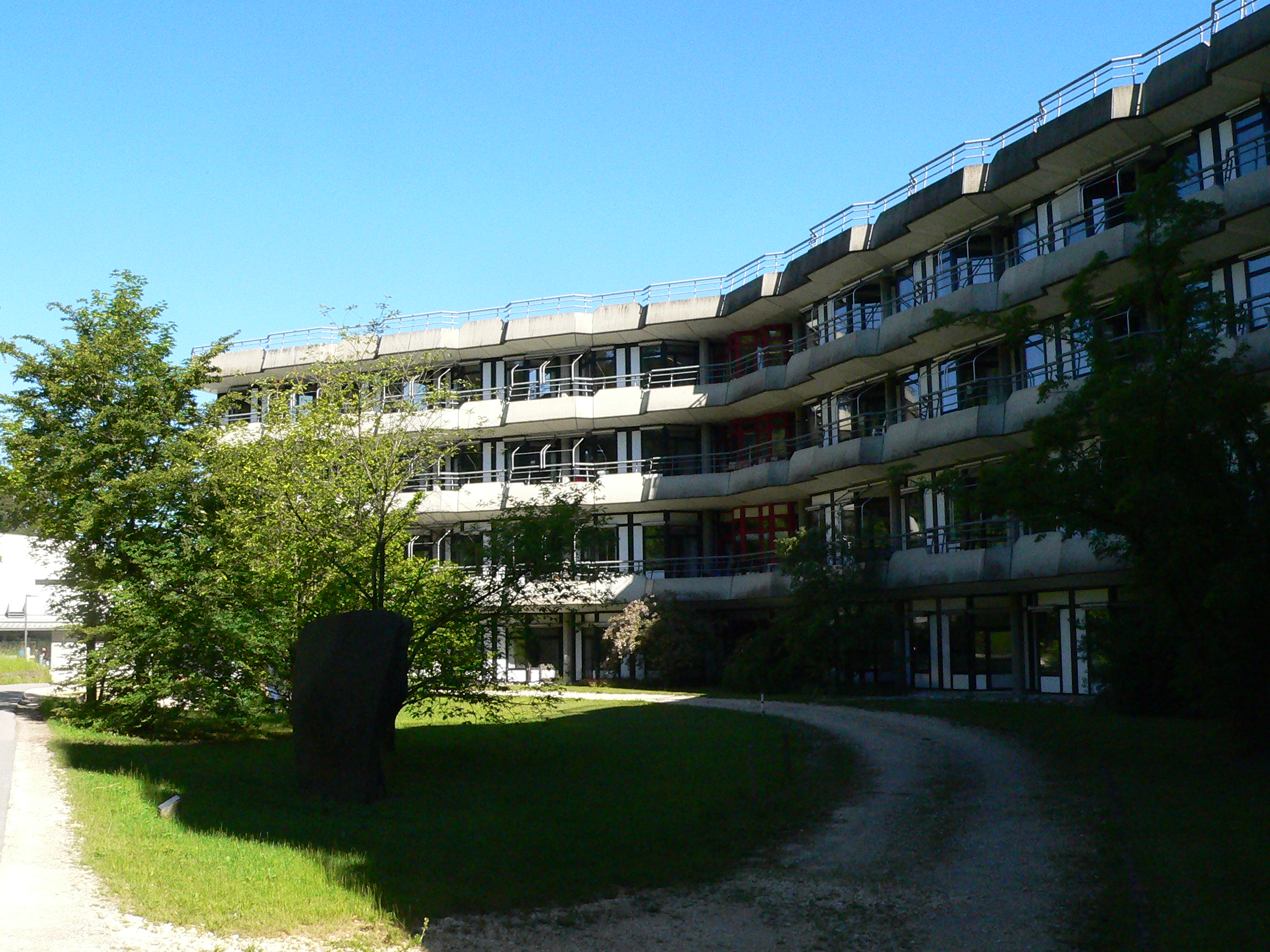
Bettenhaus des Zentrums für Innere Medizin auf dem Oberen Eselsberg

Als Krankenhaus der Maximalversorgung deckt das Universitätsklinikum Ulm mit seinen 29 Kliniken und 14 Instituten das gesamte Spektrum der unmittelbaren und mittelbaren Krankenversorgung ab. Die verschiedenen Kliniken sind dabei die Grundeinheiten des Gesamtklinikums, in denen nach medizinischen Fachrichtungen getrennt die Patienten unmittelbar stationär oder ambulant behandelt werden. Die Institute hingegen nehmen Aufgaben in der mittelbaren Krankenversorgung, insbesondere bei der Durchführung spezieller Diagnostik, sowie in der Forschung und Lehre wahr. In vielen Kliniken (und teilweise auch in den Instituten) werden zudem so genannte Sektionen und Bereiche für besondere Aufgabengebiete in Krankenversorgung, Forschung oder Lehre gebildet. Kliniken und Institute, die in engem fachlichen Zusammenhang zueinander stehen, sind zu Zentren zusammengeschlossen. So bilden z. B. die drei Kliniken für Innere Medizin gemeinsam mit dem Institut für Transfusionsmedizin und der Abteilung für Gentherapie das Zentrum für Innere Medizin.

### Zentrum für Innere Medizin
- Klinik für Innere Medizin I (Schwerpunkt: Gastroenterologie, Endokrinologie, Nephrologie, Stoffwechsel und Ernährungswissenschaften)
  - Sektion Endokrinologie
  - Sektion Nephrologie
- Klinik für Innere Medizin II (Schwerpunkt: Kardiologie, Angiologie, Pneumologie und Sport- und Rehabilitationsmedizin)
  - Sektion Pneumologie
  - Sektion Sport- und Rehabilitationsmedizin
- Klinik für Innere Medizin III (Schwerpunkt: Hämatologie, Onkologie, Rheumatologie und Infektionskrankheiten)
  - Sektion Onkologie
  - Sektion Infektiologie und Klinische Immunologie
- Institut für Transfusionsmedizin (Träger des Routinebereichs ist das Institut für Klinische Transfusionsmedizin und Immungenetik Ulm gGmbH)
- Abteilung für Gentherapie

### Zentrum für Chirurgie
- Klinik für Herz-, Thorax- und Gefäßchirurgie
  - Sektion Thoraxchirurgie
  - Sektion Gefäßchirurgie
- Klinik für Allgemein- und Viszeralchirurgie
  - Sektion Kinderchirurgie
- Klinik für Unfall-, Hand-, Plastische und Wiederherstellungschirurgie
  - Sektion Hand-, Plastische und Mikrochirurgie
- Klinik für Neurochirurgie
  - Sektion Pädiatrische Neurochirurgie
  - Sektion Periphere Nervenchirurgie
- Institut für Unfallchirurgische Forschung und Biomechanik

### Comprehensive Cancer Center Ulm (CCCU)
- Onkologische Organzentren im CCCU
  - Brustzentrum
  - Darmzentrum
  - Hauttumorzentrum
  - Kopf-Hals-Tumorzentrum
  - Gynäkologisches Krebszentrum
  - Sarkomzentrum
  - Prostatakarzinomzentrum
- Klinik für Strahlentherapie und Radioonkologie
- Institut für Experimentelle Tumorforschung
- Zentrum für klinische Studien im CCCU

### Zentrum für Bildgebung
- Klinik für Diagnostische und Interventionelle Radiologie
  - Sektion Neuroradiologie
  - Sektion Interventionelle Radiologie
  - Sektion Experimentelle Radiologie
  - Interdisziplinäres Ultraschallzentrum (in Kooperation mit der Klinik für Innere Medizin I)
- Klinik für Nuklearmedizin

### Zentrum für Zahn-, Mund- und Kieferheilkunde
- Klinik für Zahnerhaltungskunde und Parodontologie
- Klinik für Zahnärztliche Prothetik
- Klinik für Mund-, Kiefer- und Gesichtschirurgie
- Klinik für Kieferorthopädie und Orthodontie

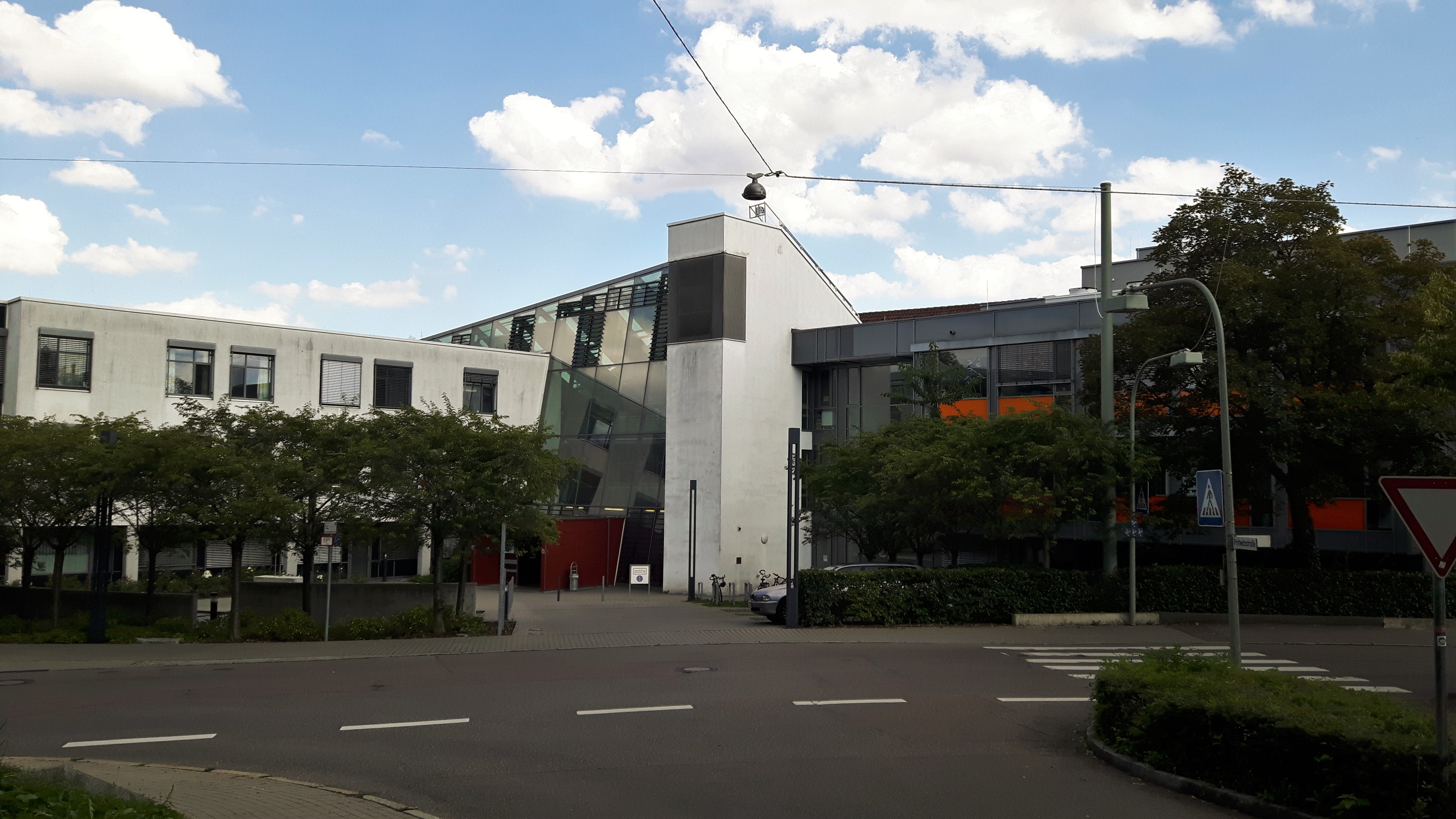
Eingangsbereich der Klinik für Kinder- und Jugendmedizin auf dem Michelsberg

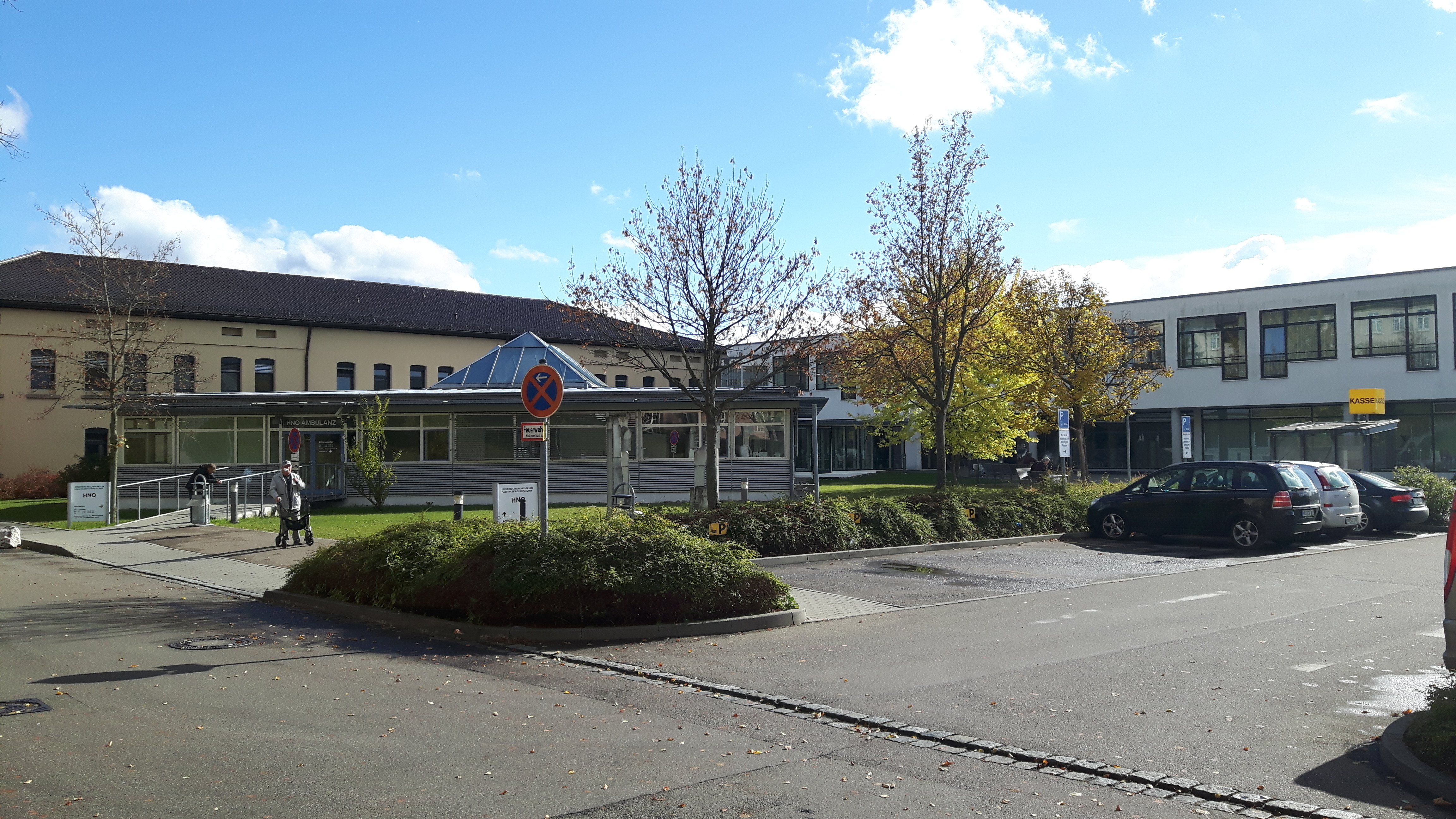
HNO-Klinik auf dem Michelsberg

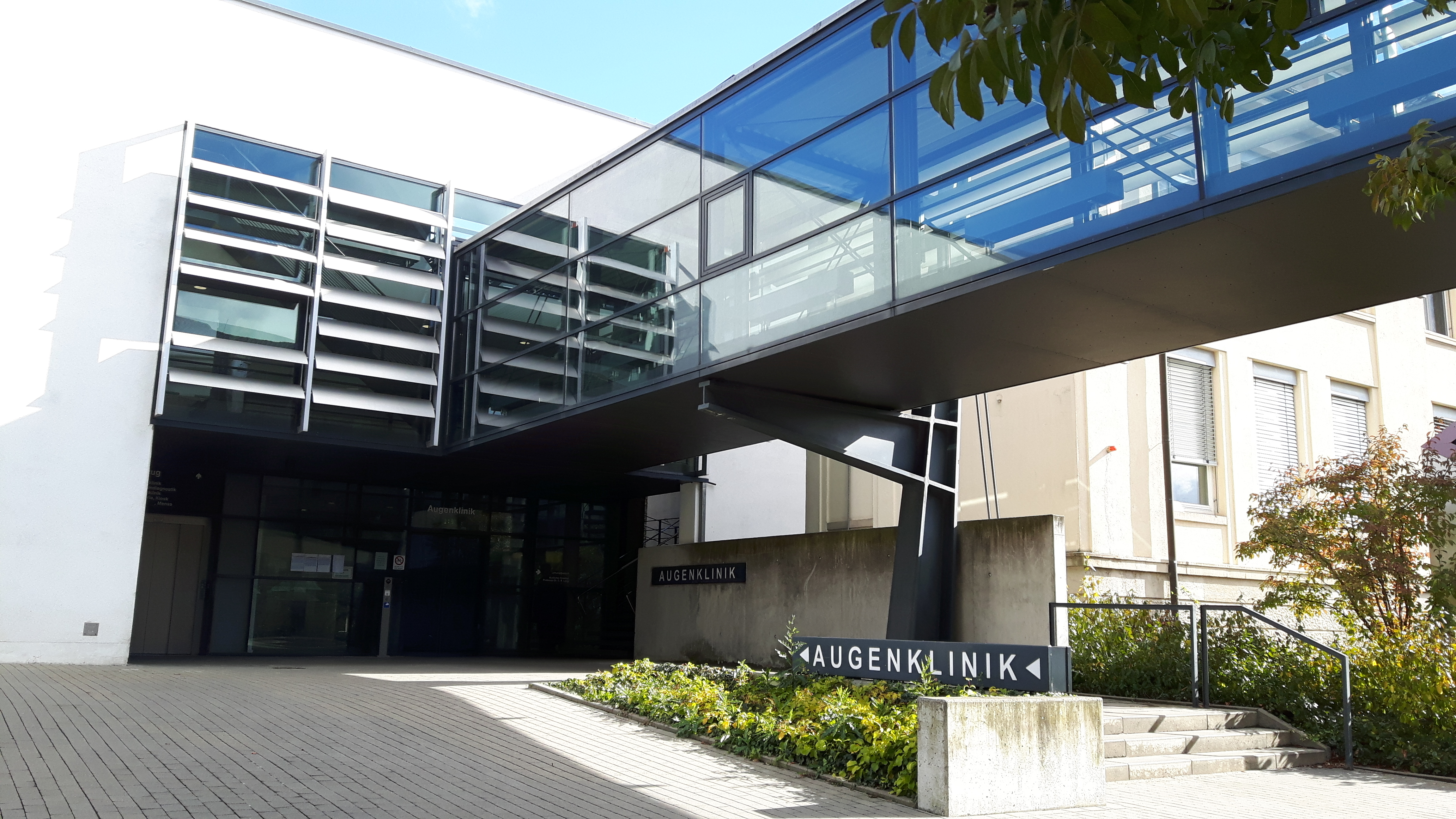
Eingangsbereich der Augenklinik auf dem Michelsberg

### Kliniken ohne Zentrumszuordnung
- Klinik für Anästhesiologie und Intensivmedizin[20] (ehemals Zentrum für Anaesthesiologie am Klinikum der Universität[21])
  - Sektion Spezielle Anästhesiologie
  - Sektion Kardioanästhesiologie
  - Sektion Interdisziplinäre Operative Intensivmedizin (IOI)
  - Sektion Notfallmedizin
  - Sektion Schmerztherapie
  - Sektion Experimentelle Anästhesiologie
- Klinik für Augenheilkunde
  - Sektion Konservative Retinologie und Laserchirurgie
- Klinik für Dermatologie und Allergologie
- Klinik für Frauenheilkunde und Geburtshilfe
  - Sektion Geburtshilfe
  - Sektion Gynäkologische Onkologie
- Klinik für Hals-, Nasen- und Ohrenheilkunde
  - Sektion Phoniatrie und Pädaudiologie
- Klinik für Kinder- und Jugendmedizin
  - Sektion Pädiatrische Endokrinologie und Diabetologie
  - Sektion Pädiatrische Kardiologie
  - Sektion Neonatologie und Pädiatrische Intensivmedizin
  - Sektion Sozialpädiatrisches Zentrum und Kinderneurologie
  - Bereich Kindernephrologie
  - Bereich Pädiatrische Gastroenterologie
  - Bereich Pädiatrische Onkologie
  - Bereich Pädiatrische Psychologie und Psychosomatik
  - Bereich Stammzelltransplantation
  - Bereich Mukoviszidose und Stoffwechsel
  - Kinderschutzgruppe
- Klinik für Kinder- und Jugendpsychiatrie / Psychotherapie
  - Bereich Forensische Kinder- und Jugendpsychiatrie / Psychotherapie
- Klinik für Psychiatrie und Psychotherapie III
  - Sektion Neurophysiologie und Funktionelle Bildgebung
  - Sektion Kognitive Elektrophysiologie
  - Sektion Neurostimulation
- Klinik für Psychosomatische Medizin und Psychotherapie
  - Sektion Medizinische Psychologie
  - Sektion Molekulare Psychosomatik
- Klinik für Urologie und Kinderurologie

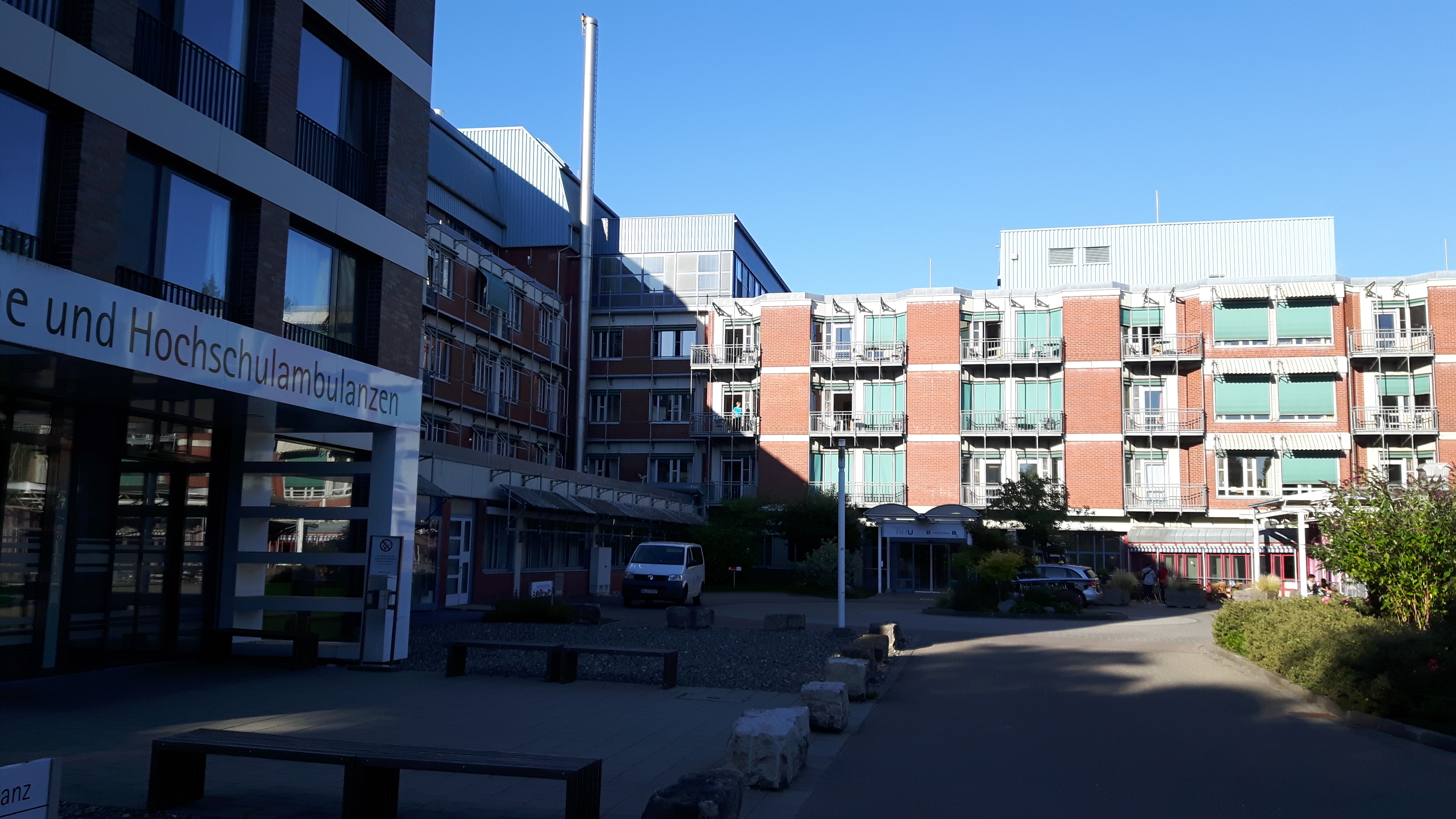
In den RKU – Universitäts- und Rehabilitationskliniken Ulm auf dem Ulmer Eselsberg sind die Universitätskliniken für Neurologie und Orthopädie untergebracht.

  - Sektion Kinderurologie

### Kliniken mit externer Trägerbeteiligung
- Klinik für Forensische Psychiatrie und Psychotherapie (Bezirkskrankenhaus Günzburg)
- Klinik für Neurologie (RKU – Rehabilitations- und Universitätskliniken Ulm)
- Klinik für Orthopädie (RKU – Rehabilitations- und Universitätskliniken Ulm)
  - Querschnittgelähmtenzentrum
  - Sektion Biochemie der Gelenks- und Bindegewebserkrankungen
- Klinik für Psychiatrie und Psychotherapie I (Zentrum für Psychiatrie Weißenau)
- Klinik für Psychiatrie und Psychotherapie II (Bezirkskrankenhaus Günzburg)

### Institute ohne Zentrumszuordnung
- Institut für Anästhesiologische Pathophysiologie und Verfahrensentwicklung
- Institut für Humangenetik
- Institut für Immunologie
- Institut für Medizinische Mikrobiologie und Hygiene
  - Sektion Klinikhygiene
- Institut für Molekulare Virologie
- Institut für Naturheilkunde und Klinische Pharmakologie
- Institut für Pathologie
  - Sektion Neuropathologie
- Institut für Pharmakologie und Toxikologie
- Institut für Rechtsmedizin
- Institut für Virologie

### Zentrale Einrichtungen
- Klinikumsverwaltung
- Klinikumsapotheke
- Klinische Chemie
- Pflegedienst
- Zentrum für Information und Kommunikation (ZIK)

### Gemeinsame Bereiche
- Comprehensive Infectious Diseases Center (CIDC)
- Epilepsiezentrum
- Geriatrisches Zentrum
- Neuromuskuläres Zentrum
- Schmerzzentrum
- Zentrum für Muskuloskelettale Forschung

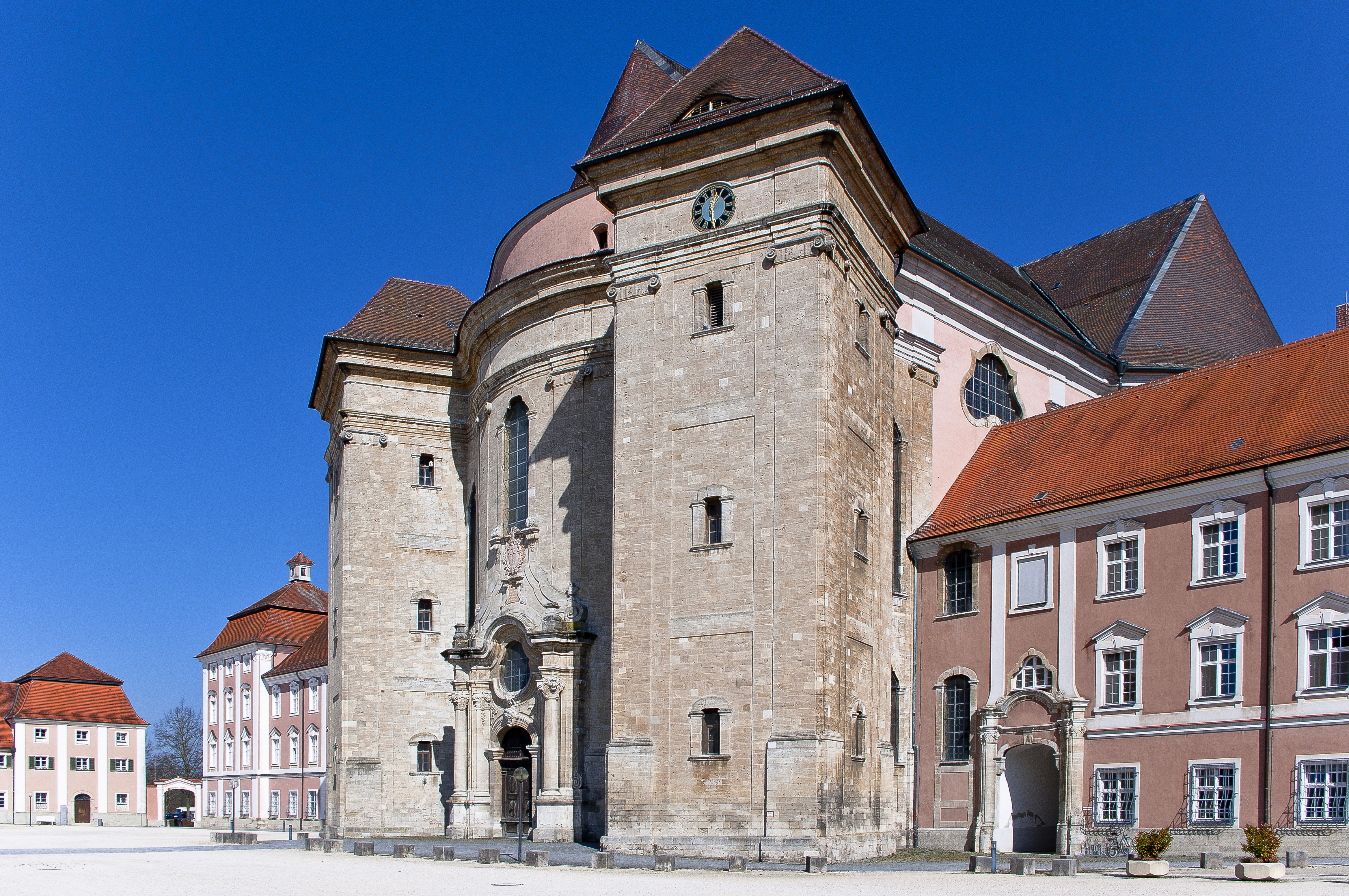
Die Akademie für Gesundheitsberufe am Universitätsklinikum Ulm ist im Kloster Wiblingen untergebracht.

- Zentrum für seltene Erkrankungen

### Akademie für Gesundheitsberufe

#### Ausbildung
- Schule für Diätassistenz
- Schule für Entbindungspflege
- Schule für Gesundheits- und Krankenpflegehilfe
- Schule für Logopädie
- Schule für Medizinisch-technische Assistenz für Funktionsdiagnostik (MTAF)
- Schule für Medizinisch-technische Laboratoriumsassistenz (MTLA)
- Schule für Medizinisch-technische Radiologieassistenz (MTRA)
- Schule für Operationstechnische Assistenz (OTA)
- Schule für Pflegeberufe

#### Studium
- Bachelor of Science (B.Sc.) – Angewandte Gesundheits- und Pflegewissenschaften
- Bachelor of Science (B.Sc.) – Medizintechnische Wissenschaften
- Bachelor of Science (B.Sc.) – Angewandte Hebammenwissenschaft

#### Weiterbildung
Der bisherige Bereich „Weiterbildung“ der Akademie für Gesundheitsberufe wurde zum 1. Januar 2015 aus der Akademie ausgegliedert und als Stabsstelle Weiterbildung dem Klinikumsvorstand untergeordnet.

## Persönlichkeiten des Universitätsklinikums Ulm
- Willi-Ernst Adam, Radiologe und Nuklearmediziner, Lehrstuhlinhaber und Direktor der Abteilung Radiologie III
- Guido Adler (* 1946), Dekan der Medizinischen Fakultät und Stellvertretender Leitender Ärztlicher Direktor des Ulmer Universitätsklinikums; seit 2003 Vizepräsident für Medizin der Universität Ulm
- Friedrich Wilhelm Ahnefeld (* 1924, † 2012), Leiter des Zentrums für Anästhesiologie der Universität Ulm, Ärztlicher Direktor der Anästhesiologischen Universitätsklinik, Pionier des Rettungswesens und der Notfallmedizin, Entwickler der Konzepte der Rettungskette und des Ulmer Koffers, Bundesarzt des Deutschen Roten Kreuzes
- Helmut Baitsch (* 1921, † 2007), Humangenetiker und Anthropologe, Rektor der Universität Ulm, Mitinitiator der sogenannten Sonderforschungsbereiche der Deutschen Forschungsgemeinschaft
- Adolf Grünert (* 1938), klinischer Chemiker[23]
- Rolf Marquardt (* 1925), Gründer der Universitätsaugenklinik
- Heiko Braak (* 1937), Neuroanatom, Senior-Professor am Zentrum für klinische Forschung der Universität Ulm, Entwickler der internationalen Klassifikationsskala für die Alzheimer-Krankheit (Braak-Stadien I bis VI)
- Theodor M. Fliedner (* 1929, † 2015), Hämatologe und Strahlenbiologe, Gründungsprofessor und Altrektor der Universität Ulm, Vater der Wissenschaftsstadt auf dem Ulmer Eselsberg, Direktor der europäischen Atomenergiebehörde EURATOM, Leiter des Kompetenzzentrums für Strahlenmanagement der WHO
- Hermann Heimpel war von 1969 bis 1996 Ärztlicher Direktor für Innere Medizin am Universitätsklinikum Ulm.
- Richard Hautmann, Urologe, ehem. Ärztlicher Direktor der Klinik für Urologie und Kinderurologie, Erfinder der sog. Neoblase nach Hautmann, Träger des SIU Distinguished Career Award der Internationalen Urologischen Gesellschaft
- Ludwig Heilmeyer (* 1899, † 1969), Hämatologe und Nuklearmediziner, Gründungsrektor der Universität Ulm, Begründer der quantitativ-chemischen Hämatologie, Erstbeschreiber der chronischen Erythroblastose (Heilmeyer-Schöner'sche-Erkrankung), Gründer der Deutschen Gesellschaft für Nuklearmedizin e. V.
- Manfred Spitzer (* 1958), Neurowissenschaftler und Psychiater, Ärztlicher Direktor der Klinik für Psychiatrie und Psychotherapie III, Gründer des Transferzentrums für Neurowissenschaften und Lernen Ulm, Moderator der ehem. Fernsehsendung Geist & Gehirn
- Thure von Uexküll (* 1908, † 2004), Gründungsprofessor der Universität Ulm, Begründer der psychosomatischen Medizin
- Doris Henne-Bruns (* 1954), erste deutsche Ärztliche Direktorin für Chirurgie in Deutschland